# Шкерманкова Марина Іванівна
Марина Іванівна Шкерманкова  (біл. Марына Іванаўна Шкерманкова, 9 квітня 1990) — білоруська важкоатлетка.

## Виступи на Олімпіадах
| Олімпіада   | Вагова категорія | Місце                     |
| ----------- | ---------------- | ------------------------- |
| Лондон 2012 | до 69 кг         | ( Бронза) дискваліфікація |

У серпні 2015 року розпочалися повторні аналізи на виявлення допінгу зі збережених зразків з Олімпійських ігор у Пекіні 2008 року та Лондоні 2012 року.
Перевірка зразків Шкерманкової з Лондона 2012 року призвела до позитивного результату на заборонені речовини — дегідрохлорметилтестостерон (туринабол) і станозолол. Рішенням дисциплінарної комісії Міжнародного олімпійського комітету від 27 жовтня 2016 року в числі інших 8 спортсменів вона була дискваліфікована з Олімпійських ігор в Лондоні 2012 року і позбавлена бронзової олімпійської медалі.